# Parodia erubescens
Parodia erubescens là một loài thực vật có hoa trong họ Cactaceae. Loài này được (Osten) D.R. Hunt mô tả khoa học đầu tiên năm 1997.

## Chú thích

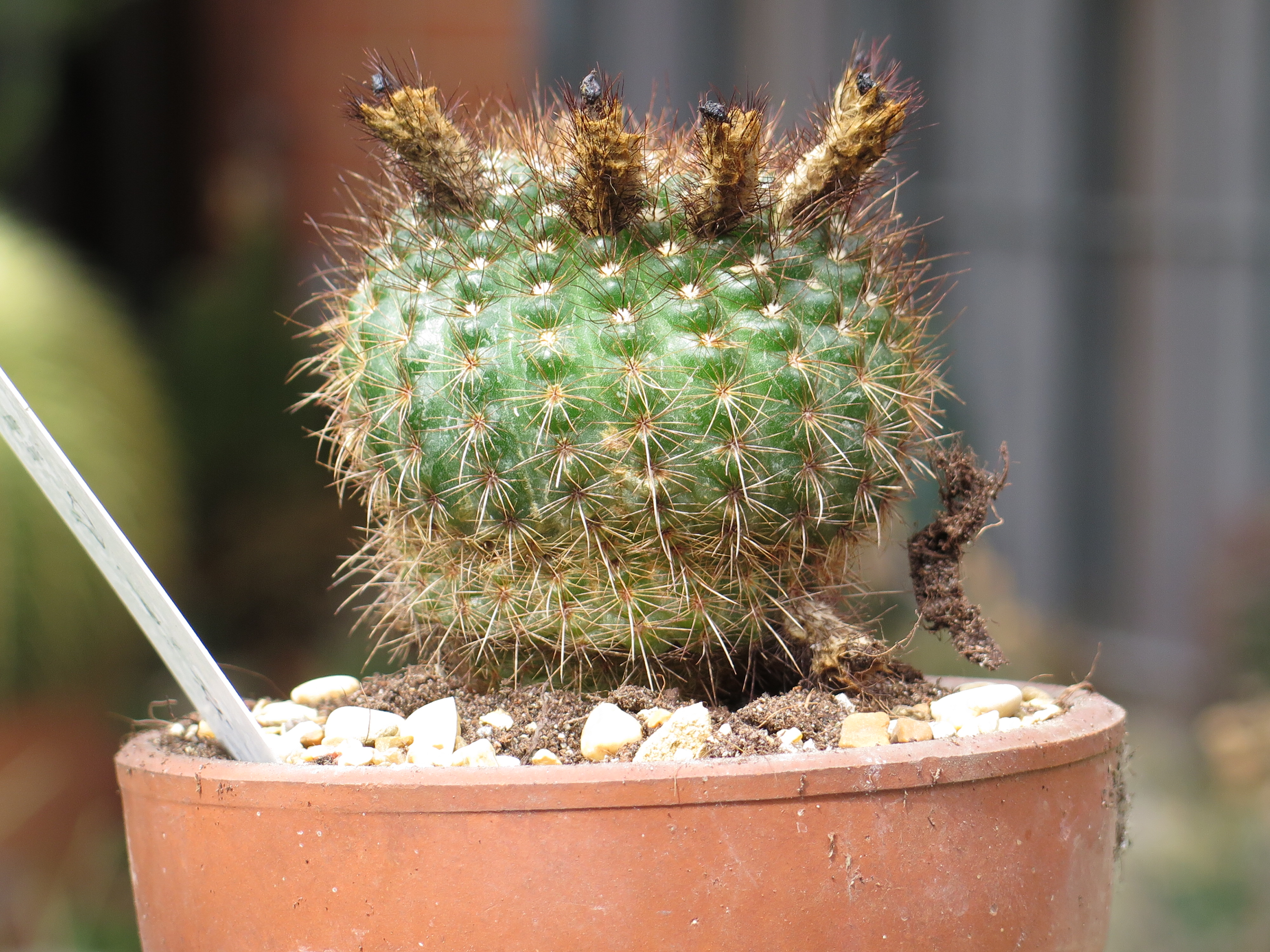
Parodia erubescens

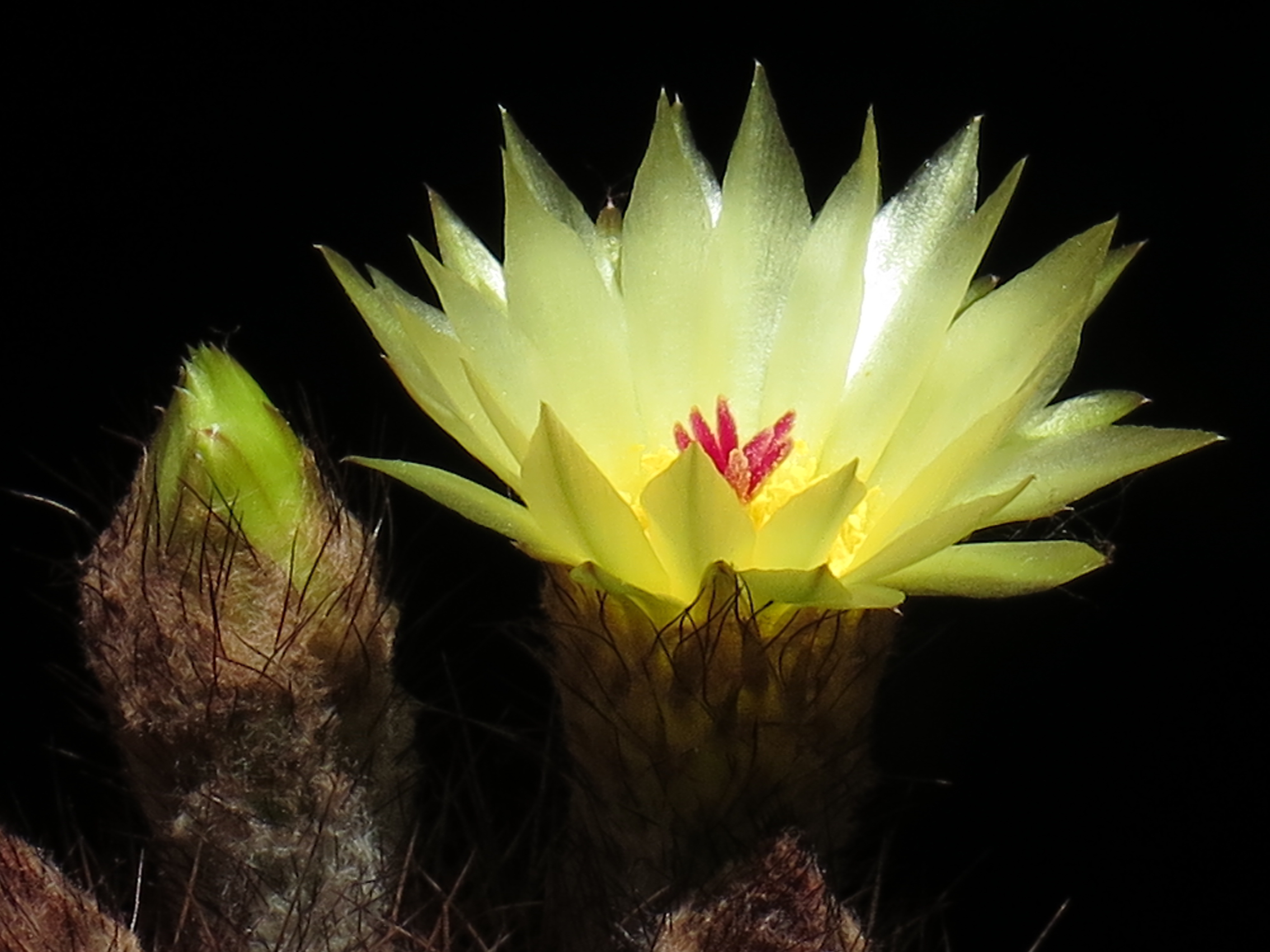
Hoa